# Antoine Rémy
Pour les articles homonymes, voir Rémy (homonymie).
Antoine Remy (14 février 1764 - Thilleux (Haute-Marne) ✝ 24 janvier 1848 - Chaumont), est un militaire français des XVIIIe et XIXe siècles.

## Biographie
Antoine Remy naquit à Thilleux, ferme de Tire-Clanchette, le 14 février 1764 de Claude Remy, paysan, et Antoinette Fauconnier. Engagé au 8e régiment de dragons en 1783, la Révolution française le trouve au grade de maréchal des logis.
Adjudant avec rang de sous-lieutenant en 1792, il fut présent à la bataille de Valmy (20 septembre 1792). Il multiplia les actes de bravoure à l’armée du Nord. Le 27 juin 1793, il obtint le grade de lieutenant et le 2 pluviôse an II, celui de capitaine. Il fut blessé devant Cambrai (1794) puis près d'Endingen (1796). 
Il servit par la suite aux armées de Sambre-et-Meuse, du Rhin. Il servit en Italie et eut un cheval tué sous lui à la bataille de Marengo. Chevalier de la Légion d'honneur (1804), il se distingua avec le 6e dragons au combat de Karnichev, le 23 décembre 1806. Il côtoya Stendhal, alors jeune officier dans ce régiment. Le général de Grouchy demande alors pour lui le grade de major. Semble-t-il blessé en Prusse (1806).
Passé chef d'escadron aux grenadiers à cheval de la garde impériale ayant rang de lieutenant-colonel en 1807. il combattit en Pologne (blessé à Eylau), puis en Espagne. 
Présent à toutes les campagnes des guerres napoléoniennes ; il avait déjà été blessé quatre fois et fut fait chevalier de la Légion d'honneur en le 14 juin 1804 et de l'Ordre de la couronne de fer, puis officier de la Légion d'honneur le 15 mars 1809. La noblesse impériale lui est conférée : chevalier de l'Empire en 1808 il fut créé baron de l'Empire en 1810.
Il servit en Allemagne, puis à nouveau en Espagne (1809-1811), en Russie (1812) où il commande le 3e escadron des grenadiers. Il combattit en Saxe (1813), puis en France (1814).
Rallié à Louis XVIII, il servit ensuite aux cuirassiers de France il obtint la croix de Saint-Louis.
Décédé à Chaumont le 24 janvier 1848, il fut inhumé dans son village natal où un monument rappelle sa mémoire.

## États de service
- Engagé au 8e régiment de dragons (1783) ;
- Maréchal des logis (1789) ;
- lieutenant (27 juin 1793) ;
- Capitaine (2 pluviôse an II) ;
- Chef d'escadron aux grenadiers à cheval de la garde impériale (1807).

## Campagnes
- Guerre de la première Coalition :
  - Bataille de Valmy ;
- 2e Campagne d'Italie (1799-1800) :
  - Bataille de Marengo ;
- Guerres napoléoniennes.

## Blessures
- Il fut blessé devant Cambrai (1794) puis près d'Endingen (1796).
- En 1807, il avait déjà été blessé quatre fois.

## Décorations
- Officier de la Légion d'honneur (1809) ;
- Chevalier de l'Ordre de la couronne de fer ;
- Chevalier de Saint-Louis.

## Titres
- Chevalier de l'Empire (20 août 1808) ;
- Baron de l'Empire (6 octobre 1810).

## Règlement d'armoiries
« Armes de Chevalier de l'Empire : D'azur à la bande cousue de gueules chargée du signe des chevaliers légionnaires,accompagnée en chef d'un casque d'or,taré de face,et accosté d'une molette aussi d'or,et,en pointe,d'une grenade d'or. »

« Armes de Baron de l'Empire : Coupé : au I, parti: a) d'or au casque taré de front et ouvert de sable,panaché de gueules; b) des barons militaires ; au II, d'azur au cheval galopant d'argent soutenu d'une molette du même. »